# Ilex glomerata
Ilex glomerata är en järneksväxtart som beskrevs av George King. Ilex glomerata ingår i släktet järnekar, och familjen järneksväxter. Inga underarter finns listade i Catalogue of Life.